# Orientisargidae
Orientisargidae zijn een uitgestorven vliegenfamilie van tweevleugeligen (Diptera). De wetenschappelijke naam van de familie is voor het eerst geldig gepubliceerd in 2012 door Zhang.

## Taxonomie
Het volgende geslacht en de volgende soort zijn bij de familie ingedeeld:
- Geslacht Orientisargus Zhang, 2012[1]  †
  - Orientisargus illecebrosus Zhang, 2012[1]  †